# 율면
율면(栗面)은 대한민국 경기도 이천시의 최남단에 위치한 면이다. 충청북도 음성군과 안성시 일죽면과 그 경계를 접하고 있다.

## 개요
율면은 이천의 최남단에 위치하는 지역이다. 동쪽으로는 이천시 장호원읍 및 충청북도 음성군 생극면이 있으며, 서쪽으로는 안성시 일죽면, 남쪽으로는 충청북도 음성군 금왕읍과 생극면이 있고, 북쪽으로는 이천시 설성면과 경계를 각각 이루고 있다. 전체 면적은 36.77km2.
율면은 1914년 음죽군 상율면, 하율면이 통합되어, 이천군 율면으로 탄생되었다. 전체 면적의 46%인 17km2가 농경지이며, 주민의 30%(904명)가 65세 이상으로 노령화 집중지역이다. 이천쌀과 복숭아 외에 본죽리 포도, 북두·월포리 화훼, 돼지, 젖소 등 농축산물의 주산지이다.

## 법정리
- 고당리(高塘里): 율면 행정복지센터 소재지
- 본죽리(本竹里)
- 북두리(北斗里)
- 산성리(山星里)
- 산양리(山陽里)
- 석산리(石山里)
- 신추리(新楸里)
- 오성리(五城里)
- 월포리(月浦里)
- 총곡리(叢谷里)

## 교육
- 율면초등학교
- 율면중학교
- 율면고등학교
- 경기새울학교

## 관광
- 어재연 장군 고택 - 국가민속문화재 제127호
- 부래미마을